# Поликарпов, Станислав Петрович
Станисла́в Петро́вич Полика́рпов (27 апреля 1924, Муром) — советский инженер-строитель, лауреат Государственной премии СССР.

## Биография
Участник Великой Отечественной войны.
В 1950 году окончил Горьковский инженерно-строительный институт. Работает в Куйбышевгидрострое инженером, затем главным инженером строительного района на возведении Жигулёвской ГЭС. С 1957 года работает в строительном тресте № 24 в Куйбышеве.
В 1962 году назначен главным инженером управления промышленных стройматериалов Куйбышевского и Средне-Волжского Совнархозов. В 1964-м главный инженер Куйбышевского филиала института «Промстройпроект».
С 1966 года заместитель генерального директора по строительству ВАЗа. Участвовал в работе комиссий по выбору месте строительства автозавода, был членом государственных приёмных комиссий по сдаче в эксплуатацию пусковых очередей и всего комплекса ВАЗа.
В дальнейшем был членом коллегии, начальником главного управления капитального строительства министерства автомобильной промышленности СССР, заместителем председателя правления Стройбанка СССР.

## Награды
- Орден Ленина;
- Орден Октябрьской революции;
- Государственная премия СССР (1973).